# اتحاد المهندسين الزراعيين العرب
يعد اتحاد المهندسين الزراعيين العرب  (الإنجليزية : Arab Agricultural Engineers Union) والذي تأسس عام 1968 في دمشق منظمة مهنية علمية شعبية، تأسس برغبة من منظمات المهندسين الزراعيين العرب القائمة في الوطن العربي، إيمانا من تلك المنظمات بالدور الرائد الذي تلعبه المنظمات غير الحكومية في تحقيق ما تصبوا إليه الشعوب العربية من تطور اقتصادي، ورخاء معيشي، ودعم نضالها في مواجهة التحديات السياسية والاقتصادية، وأن تنظيمها في اتحادات عربية من الخطى الجادة على طريق التكامل العربي الهادف إلى تحقيق الوحدة الاقتصادية والاجتماعية العربية.

## الاعضاء
1. نقابة المهندسين الزراعيين السوريين  سوريا
2. جمعية المهندسين الزراعيين البحرينية  البحرين
3. عمادة المهندسين التونسيين  تونس
4. الاتحاد الوطني للمهندسين والتقنيين الزراعيين الجزائري  الجزائر
5. اتحاد المهندسين الزراعيين السودانيين  السودان
6. نقابة المهندسين الزراعيين الأردنيين  الأردن
7. نقابة المهندسين الزراعيين الفلسطينيين  فلسطين
8. نقابة المهندسين الزراعيين العراقيين  العراق
9. جمعية المهندسين الزراعيين الكويتية  الكويت
10. المجلس الإتحادي لنقابتي المهندسين في لبنان  لبنان
11. النقابة العامة للمهن الهندسية الزراعية بالجماهيرية الليبية  ليبيا
12. نقابة المهن الزراعية المصرية  مصر
13. جمعية المهندسين الزراعيين المغاربة  المغرب
14. نقابة المهن الزراعية اليمنية  اليمن

## الاهداف
تتلخص اهداف الاتحاد في :
- الإسهام في تحقيق الأهداف القومية للأقطار العربية. -
- العمل على رفع شأن مهنة الهندسة الزراعية وتطويرها والارتقاء بمستواها العلمي لتفي بمتطلبات النهضة وتحقيق زراعة عربية متطورة.
- تنشيط تبادل الخبرات ونتائج البحوث الزراعية بين الأقطار العربية.
- العمل مع الجامعات والوزارات والجهات العلمية الأخرى في الوطن العربي للارتقاء بمستوى الاختصاص الزراعي
- بذل أقصى الجهود لتحقيق أهداف التنمية الاقتصادية في المجال الزراعي.
- دعم المنظمات المنضمة للإتحاد والتنسيق والربط بينهما كوحدة متكاملة.

## مجلة المهندس الزراعي العربي
بدأ الاتحاد باصدار مجلة الزراعي العربي، وصدر العدد الأول عام 1980 هي مجلة فصلية (4 اعداد في العام)

## المقر الرئيسي
في دمشق

## الموقع الرسمي
- الموقع الرسمي aaunion.org

## وصلات خارجية
- الموقع الرسمي لاتحاد المهندسين الزراعيين العرب